# Presidente Vargas
Presidente Vargas là một đô thị thuộc bang Maranhão, Brasil. Đô thị này có diện tích 467,323 km², dân số năm 2007 là 9675 người, mật độ 20,7 người/km².